# 不信任及彈劾香港特別行政區行政長官
根據《香港基本法》，立法會議員可以向立法會動議舉行不信任動議或彈劾的投票，要求行政長官離職，再報請中華人民共和國國務院決定是否免職。當中動議的原因各有不同，但都與當時的社會狀況和政府與市民的關係有一定關係。比對香港大學民意研究計劃的「民情指數」，當立法會動議不信任或彈劾時，都是指數處於低位的時候。因此，「彈劾特首」也是反映香港人對現狀不滿的一個指標。
另外對比彈劾特首的議案，提出及通過不信任動議的門檻相對較低。

## 不信任動議
所謂的「不信任動議」實乃議員議案，並無法律約束力，每人都可以提出，即使動議通過，被不信任的官員亦不一定要下台，僅能產生政治壓力。不信任動議須進行分組點票，動議通過後亦無任何法律約束力。行政長官的任命權和罷免權都在中華人民共和國政府上，只有中國政府才有最終決定權。不過，如立法會經分組點票後通過了針對某官員的不信任動議，即顯示不同黨派的議員，均已對該名官員失去信任，產生龐大政治壓力要該名官員下台。
曾有基本法諮詢委員會委員建議於《基本法》第52條加入分款，規定立法會以三分之二多數通過不信任動議後，行政長官必須辭職或解散立法會。倘若行政長官行使權力解散立法會後，新選出之立法會仍然通過不信任動議，則行政長官必須辭職。 惟建議未被採納。

## 彈劾程序
|                        | 香港特別行政區立法會行使下列職權： ...... ( 九 ) 如立法會全體議員的四分之一聯合動議，指控行政長官有嚴重違法或瀆職行為而不辭職，經立法會通過進行調查，立法會可委托終審法院首席法官負責組成獨立的調查委員會，並擔任主席。調查委員會負責進行調查，並向立法會提出報告。如該調查委員會認為有足夠證據構成上述指控，立法會以全體議員三分之二多數通過，可提出彈劾案，報請中央人民政府決定； |
| ——《香港基本法》第73條 | |

彈劾五部曲如下：
1. 由立法會全體議員的四分之一（即立法會全體90名議員中至少23位議員）聯合動議調查議案，指控行政長官有嚴重違法或瀆職行為
2. 經立法會分組點票表決通過後（即須同時獲得選舉委員會界別及地區直選、功能組別分組的在席議員過半數贊成），委托終審法院首席法官負責組成獨立的調查委員會進行調查
3. 獨立調查委員會決定是否有充足證據構成指控
4. 由立法會以三分之二的多數表決通過彈劾議案
5. 呈交中國政府作最後決定

## 彈劾或不信任特首之動議列表
紅色底色的議案為根據《基本法》所提出彈劾特首的議案
  藍色底色的議案為不信任議案的修正案
  青色底色的議案為不信任政府的議案
| 立會屆別 | 時任特首 | 投票日期       | 起因 | 動議議案                                   | 動議議員 | 動議議員 | 結果（ 通過； 否決） · （顯示方式：贊成-反對-棄權） | 結果（ 通過； 否決） · （顯示方式：贊成-反對-棄權） | 結果（ 通過； 否決） · （顯示方式：贊成-反對-棄權） | 結果（ 通過； 否決） · （顯示方式：贊成-反對-棄權） | 結果（ 通過； 否決） · （顯示方式：贊成-反對-棄權） |
| 立會屆別 | 時任特首 | 投票日期       | 起因 | 動議議案                                   | 動議議員 | 動議議員 | 地方選區                                            | 地方選區                                            | 功能界別                                            | 功能界別                                            | 最後結果                                            |
| -------- | -------- | -------------- | --- | ------------------------------------------ | -------- | -------- | --------------------------------------------------- | --------------------------------------------------- | --------------------------------------------------- | --------------------------------------------------- | --------------------------------------------------- |
| 二       | 董建華   | 2003年5月14日  | 施政表現失當 - 沙士事件 - 梁錦松偷步買車 - 港大民調風波 - 仙股事件 - 九七年禽流感疫情                       | 要求行政長官董建華先生辭職                 |          | 陳偉業   | 14-11-0                                             | check                                               | 5-24-0                                              | ☒                                                   | N [ 9 ]                                             |
| 二       | 董建華   | 2003年10月8日  | 基本法廿三條立法                                                                                            | 要求行政長官董建華先生下台                 |          | 劉慧卿   | 16-9-0                                              | check                                               | 5-22-0                                              | ☒                                                   | N [ 11 ]                                            |
| 四       | 曾蔭權   | 2012年4月19日  | 涉貪及收受利益                                                                                              | 對行政長官投不信任票                       |          | 陳淑莊   | 14-7-2                                              | check                                               | 4-11-3                                              | ☒                                                   | N [ 13 ]                                            |
| 五       | 梁振英   | 2012年12月12日 | 大宅僭建風波                                                                                                | 對行政長官投不信任票                       |          | 胡志偉   | 18-14-1                                             | check                                               | 9-20-4                                              | ☒                                                   | N [ 16 ]                                            |
| 五       | 梁振英   | 2013年1月9日   | 大宅僭建風波                                                                                                | 根據《基本法》第七十三條第(九)項動議的議案 |          | 梁國雄   | 18-14-0                                             | check                                               | 9-23-0                                              | ☒                                                   | N [ 17 ]                                            |
| 五       | 梁振英   | 2013年10月16日 | 社會撕裂 - 免費電視牌照 - 矮化香港 - 拒絕指責失職官員 - 內閣醜聞不斷 - 林慧思事件 - 香港政改                | 對行政長官投不信任票                       |          | 郭家麒   | 17-15-1                                             | ☒                                                   | 9-17-5                                              | ☒                                                   | N [ 19 ]                                            |
| 六       | 梁振英   | 2017年6月8日   | 干預UGL調查事件                                                                                             | 根據《基本法》第七十三條第(九)項動議的議案 |          | 楊岳橋   | 17-12-0                                             | check                                               | 11-22-0                                             | ☒                                                   | N [ 22 ]                                            |
| 六       | 林鄭月娥 | 2019年5月29日  | 違反競選承諾 - 修訂《逃犯條例》 - 立法會議員資格被褫奪 - 一地兩檢 - 「大量政治檢控」 - 多宗大型工程失誤事件 | 對行政長官投不信任票                       |          | 尹兆堅   | 15-18-0                                             | ☒                                                   | 8-22-0                                              | ☒                                                   | N [ 32 ]                                            |
| 六       | 林鄭月娥 | 2019年5月29日  | 修訂《逃犯條例》                                                                                            | 對行政長官投不信任票作出的修正案           |          | 毛孟靜   | 15-18-0                                             | ☒                                                   | 7-24-0                                              | ☒                                                   | N [ 32 ]                                            |
| 六       | 林鄭月娥 | 2019年12月5日  | 反修例運動 - 無視主流民意反對 - 過份武力鎮壓和平集會 - 不合比例控罪打壓示威者 - 造成社會撕裂                | 根據《基本法》第七十三條第(九)項動議的議案 |          | 楊岳橋   | 16-14-0                                             | check                                               | 10-22-0                                             | ☒                                                   | N [ 35 ]                                            |

香港特區成立以來，首份特首彈劾議案是在2013年由梁國雄提出，梁振英被指在大宅僭建風波上撒謊，有違行政長官必須廉潔奉公的規定，屬嚴重違法或瀆職行為。但其實建制派的謝偉俊早在2012年已經醞釀提出彈劾曾蔭權，但礙於立法會會期結束，最終沒有實行。
另外，六次的「不信任動議」和三次的彈劾議案都在建制派的反對下被否決；九次中的七次動議都在地區直選獲通過，但因未能在功能組別爭取過半支持而被否決。

## 回應

### 不信任董建華動議

#### 民主派
- 陳偉業（提案人）：董建華在過去五年多的表現令市民不滿，近半年的表現更加惡劣。中國衞生部部長張文康和北京市長孟學農被罷免後，處理沙士失當的領導要下台是大勢所趨。
- 民主黨主席楊森：董建華處理疫情的很多政策都議而不決，令沙士蔓延至社區。
- 職工盟李卓人、 街工梁耀忠：董建華的誠信已經破產。

#### 建制派
- 自由黨主席兼行政會議成員田北俊：董建華盡全力施政，但市民對董建華處理沙士確有很多不滿，處理不到疫情亦是事實。
- 民建聯主席兼行政會議成員曾鈺成：沙士乃天災，不應將所有責任歸咎於董建華身上。
- 進 港進聯主席劉漢銓：陳偉業動議令香港更分化，各界應同心合力抗沙士。
- 早餐派召集人李家祥：不信任動議是笑話。

### 不信任林鄭月娥動議

#### 民主派
- 民主黨尹兆堅（提案人）：林鄭月娥沒有履行其與香港人「同行」的競選口號，表現是「陰毒、蛇蠍心腸、笑裡藏刀、顛倒黑白」，因而引發今次的不信任議案[37]。
- 香港本土毛孟靜（修正案提案人）：特首林鄭月娥在修訂《逃犯條例》一事上，罔顧港人憂慮，拒絕撤回修例建議，立法會因此不信任林鄭月娥[38]；不信任議案被否決後呼籲市民在六月九日參與反修例遊行[39]。
- 民主黨林卓廷：林鄭月娥處理收緊長者綜援一事失當，未有聆聽民意，態度高傲[30]。

#### 建制派及政府
- 政務司司長張建宗：嚴正反對有關動議，肆意批評特首的不信任動議是誤解不合理不公允[40]。
- 民建聯主席李慧琼：不信任動議只為令政府難堪，對管治造成負面影響，不具建設性[41]。
- 謝偉銓：特首一直以來做實事有擔當，民主派則大力抹黑抨擊、侮辱特首。
- 經民聯副主席張華峰：議案只是民主派對自己無理訴求未得到回應後的「政治秀」，此次又提出不信任議案，可謂顛倒黑白。
- 陳健波：民主派對行政長官提出不實的指責，希望民主派回歸理性討論，妥善處理修例法案[42]。

### 彈劾林鄭月娥動議

#### 民主派
- 公民黨黨魁楊岳橋（提案人）：林鄭月娥對香港社會帶來嚴重破壞，縱容警隊濫暴，在民調評分只有19.7分，區議會選舉結果亦充份反映市民對政府不滿。早前有報道指林鄭月娥曾請辭但北京不容許，「我哋俾個機會送佢一程（讓我們給他一個離職的機會）」[43]。
- 公民黨郭家麒：怒斥張建宗「裝傻」，特區政府至今只以利用金錢或福利政策紓解民怨，而非對症下藥。林鄭繼續留任特首是對全港市民的折磨，繼續「攬炒」。郭家麒又提及，在周日遊行中，警方以有人投擲煙霧餅為由施放催淚彈，但後來又改口指是有人掟磚，誠信備受質疑[44]。
- 民主黨林卓廷：政府漠視民意，連月來不但沒有處理民怨，並加深社會的撕裂和矛盾。林鄭政府應為自己漠視民意的行為負責任，履行競選特首承諾下台，並成立獨立調查委員會，調查警察執法的問題[44]。
- 民主黨主席胡志偉：林鄭「絕對百分百瀆職」，林鄭不聽民意，又以警察暴力鎮壓和語言偽術虛應民間訴求，抨擊林鄭在社會呼籲成立獨立調查委員會後半年卻成立獨立檢討委員會，又強調好多和平請願出事是因警隊挑釁[45]。
- 專業議政梁繼昌：斥責建制派以林鄭沒有違法為由不支持彈劾議案，但其實《基本法》有關規定包括特首瀆職問題，而林鄭連月來的表現明顯瀆職。又批評林鄭漠視各方意見，又堅持如期恢復二讀，非正常處理手法，反問難道此舉不是瀆職[45]？

#### 建制派及政府
- 政務司司長張建宗：特首每個決定合法合憲，並無違法和瀆職，指控失實，呼籲議員否決議案[46]。
- 民建聯主席李慧琼：政府在應對危機的表現不滯，看不到問責團隊有決心止暴制亂，面對翻天覆地的區議會選舉結果, 更需要反思反省的是政府。不過在這個艱難時刻，如果貿然通過彈劾議案，可能帶來社會動盪[47]。
- 民建聯蔣麗芸：支持成立獨立調查委員會，以還警察清白。6.9大遊行後，特首林鄭月娥繼續推動修例，是有些失誤，但修例已經壽終正寢。並反問民主派，特首林鄭月娥等官員有何破壞，反指民主派沒有與「暴徒」割蓆[48]。
- 經民聯主席盧偉國：政府有不少需要檢討的地方，但如果指控林鄭月娥有違法或瀆職行為，並非完整的客觀事實[47]。
- 經民聯副主席兼鄉議局主席及行政會議成員劉業強：政府在修例上誤導民情、後知後覺，政治敏感度不足；但政府已深切反思、吸收沉重教訓，又讚揚林鄭行政經驗豐富，形容林鄭緊守崗位有勇氣。反問民主派，是否都是特首的錯，批評泛民政黨煽風點火，形容血債票償是吃人血饅頭。又暗批民建聯引用《收回土地條例》，指政府若再誤判民意，好有機會引發另一場災難[44]。

## 備註
1. ↑  尹兆堅並沒有提及有關政治檢控的案件，但相信包括以下數項：
  - 佔中九子案[24][25]
  - 不就UGL事件檢控梁振英[26]
  - 許智峯搶手機案[27]
  - 黃台仰被跟蹤[28]等
2. ↑  相信包括沙中線醜聞
3. ↑  陸頌雄成為特區成立以來唯一一名就不信任特首動議投下贊成票的時任建制派議員，陸頌雄就錯誤投票鞠躬致歉[29][30]；張華峰在毛孟靜修正案中投下反對票但因「按鈕失靈」而沒有在尹兆堅議案中投票[31]